# Skalpvadászat
Skalpvadászat (eredeti címén: Skin Trade) egy  2015-ös amerikai akció-thriller, melyet Ekachai Uekrongtham rendezett. A főszereplők Dolph Lundgren, Tony Jaa, Michael Jai White, Ron Perlman.
Az Amerikai Egyesült Államokban 2015. május 8-án mutatták be, Magyarországon megjelent DVD-n, valamint a televízióban.

## Szereplők
| Színész           | Szereplő                                                                                             | Magyar hang        |
| ----------------- | --- | ------------------ |
| Dolph Lundgren    | Nick Cassidy, egy New Jersey-i rendőrnyomozó, aki keresi a családja gyilkosát, hogy megbosszulhassa. | Jakab Csaba        |
| Tony Jaa          | Tony Vitayakul, egy thaiföldi rendőrnyomozó, akinek feladata, hogy letartóztatta Cassidyt.           | Horváth Illés      |
| Michael Jai White | Reed, egy korrupt FBI-ügynök, aki titokban Dragovicnak dolgozik.                                     | Bognár Tamás       |
| Ron Perlman       | Victor Dragovic, egy szerb maffiavezér, aki emberkereskedéssel foglalkozik.                          | Kertész Péter      |
| Celina Jade       | Min, Tony barátnője. Egy szórakozóhelyén dolgozik, mint Tony beépített informátora.                  | Bogdányi Titanilla |
| Peter Weller      | Costello, Cassidy rendőrkapitánya New Jerseyben.                                                     | Törköly Levente    |

## Történet
|  | Alább a cselekmény részletei következnek! |

Egy kambodzsai lány ott hagyja a falusi életét, és elutazik Bankokba. A megérkezésekor elrabolja őt egy idegen férfi, majd elkábítja és eladja őt az emberkereskedelemnek.
Newark, New Jerseyben, Nick Cassidy nyomozó (Dolph Lundgren) azt mondja, hogy a maffiavezér, Viktor Dragovic (Ron Perlman) a városban tartózkodik. Eközben Bankokban, Tony Vitayakul nyomozó (Tony Jaa) megpróbál megvenni egy thai lányt az emberkereskedelem egyik csoportjától, ám egy nem várt pillanatban megöli az emberkereskedőt az embereivel együtt és felszabadítja a fogságban tartózkodó lányt.
Costello kapitány és Cassidy tájékoztatja a rendőrség többi tagját Dragovic sazemélyiségéről; Megemlítik, hogy ő vezeti a legveszélyesebb emberkereskedelmet a világhálózaton, míg az ő fiai, Goran és Ivan Közel-Keleten és Délkelet-Ázsiában irányítják a tevékenységét, illetve mint egy teherhajó-tulajdonos készül Amerikába jönni. Cassidy és a rendőrség felkészül, hogy elkapják őt a dokkoknál. Amikor a hajó megérkezik, Dragovic észreveszi, hogy az emberkereskedelem áldozatául esett nők a szállítás során meghaltak. A hajó kapitányát tartják felelősnek emiatt, ezért fejbe lövik. Hamarosan lövöldözés alakul ki, amikor megérkezik a rendőrség, hogy letartóztassák őket. Cassidy elkezdi üldözni Dragovicot és a fiát, Andrét. Sikerül nekihalálosan megsebesíti Andrét önvédelemből, valamint Dragovicot letartóztatják. Míg a férfit őrizetbe veszik, Dragovic elintézi azt, hogy Cassidyt az egész családjával együtt öljék meg; Még azon az éjszakán felrobbantják a házát. A felesége és a lány azonnal meghal, míg Cassidy két golyóval a hátában és súlyos égési sérüléssel az arcán, túléli.
Costello és egy FBI-ügynök, Reed (Michael Jai White) meglátogatják Cassidyt a kórházban. Elmondják neki, hogy Dragovic elmenekült Amerikában, miután felmentették a vád alól. Miután magára hagyják, Cassidy kitántorog a kórházból észrevétlenül. Elmegy a háza romjaihoz, és a lépcsőben elrejtett táskából begyűjt néhány fegyvert, ezt követően elmegy Dragovic ügyvédjéhez, aki az egyik étteremben dolgozik. Ott, arra kényszeríti az ügyvédet, hogy fedje fel Dragovic hollétét, majd megöli őt és felrobbantja az egész éttermet.
Kambodzsában, Khat szenátor figyelmezteti Dragovicot, hogy ha nem hagyja el az országot, azonnal le fogják tartoztatni és elszállítják vissza Amerikába. Dragovic zsarolja a szenátort, hogy neki még kell két hét az ügyei elrendezése és a menekülése miatt.
Cassidy Thaiföldre elutazik és törekszik Dragovicra. Abban a hitben, hogy Cassidy tapasztalt és bízik a rendőrség embereiben, a hatóságok mégis elrendeli, hogy Reed tartóztassa le őt, amint megérkezik. Tonynak és a társának Nungnak elmondják, hogy segítsék Reedet a letartóztatásban. A Suvarnabhumi repülőtéren Cassidy elmenekül, mert a rendőrség megpróbálta letartóztatni őt. Reed, aki időközben már szövetkezett Dragoviccal, megöli Nungot, és úgy adja elő, mintha Cassidy végzett volna vele. Tony folytatja a követését az utcákon, de végül Cassidy elmenekül. Cassidy Poipetbe utazik egy szórakozóhelyre és megkínozza Dragovic egyik emberét, aki elmondja jelenlegi hollétét. Tony és Reed megérkezik a szórakozóhelyre, majd megpróbálják letartóztatni Cassidyt. Hamarosan Tony felveszi a harcot vele, melynek során ismét elmenekül. Reed elcsempészi Tony mobilját és használja; Kideríti, hogy ki a belső informátora Tonynak, és rájön, hogy történetesen Tony barátnője, Min. Miközben próbálja szabotálni Dragovic tartózkodási helyét, Dragovic emberei és Cassidy között kitör a lövöldözés. Az apjuk nevében Ivan és Goran lelövi a féltestvérüket, Jankot. Tony megérkezik és fegyvert szegez Cassidy fejéhez, de ő elmondja az igazságot a társa haláláról, majd helyette megöli Reedet. Halála előtt Janko felfedi apja tartózkodási helyét.
A következő napon Cassidy és Tony elindulnak Dragovic irányába. Bár Cassidy hamar megtudja, hogy a lánya, Sofia nem halt meg a robbanásban, hanem bekerült az embercsempészet kereskedelmébe. Ivan megpróbálja megölni Mint, de Tony időben fejbe lövi őt. Cassidy lelövi egy rakétavetővel a menekülő Dragovic helikopterét, és ennek eredményeképpen lezuhan. Cassidy és Dragovic emberei között tűzharc alakul ki, közben Tony közelharcba kerül Gorannal. Miután Cassidy lelőtte az összes emberét, felveszi a harcot Dragoviccal; végül mellkason szúrja őt egy késsel. Próbálja kifaggatni a haldokló férfit a lánya hollétéről, de végül nem sikerül.
Végezetül Cassidy elköszön Tonytól és a barátnőjétől. Távozása előtt mutat képet Sofiáról és azt mondják neki, hogy még biztosan életben van, és meg fogja találni. Ezután elhatározza, hogy megkeresi a lányát.
|  | Itt a vége a cselekmény részletezésének! |